# Karl Polak
Karl Polak (* 12. Dezember 1905 in Westerstede; † 27. Oktober 1963 in Ost-Berlin) war ein deutscher Jurist. Er lehrte als Professor an der Universität Leipzig, war Mitglied des Staatsrates der DDR und Mitverfasser der Verfassung der Deutschen Demokratischen Republik von 1948/1949.

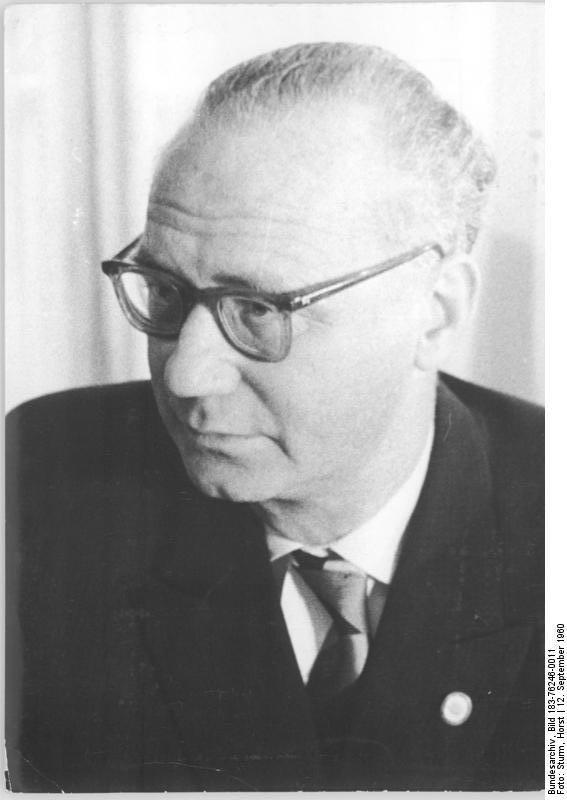
Karl Polak, 1960

## Leben
Karl Polak wurde 1905 als zweitältester Sohn jüdischer Eltern in Westerstede geboren. Sein Vater, Siegfried Polak, war Landwirt. Polak besuchte ab 1918 die Städtische Oberrealschule in Oldenburg. 1922 wurde er mit den antisemitischen Ausbrüchen und Terrorisierungen konfrontiert und gab diese Zeit als seinen persönlichen Bruch mit der bürgerlichen Gesellschaft an.

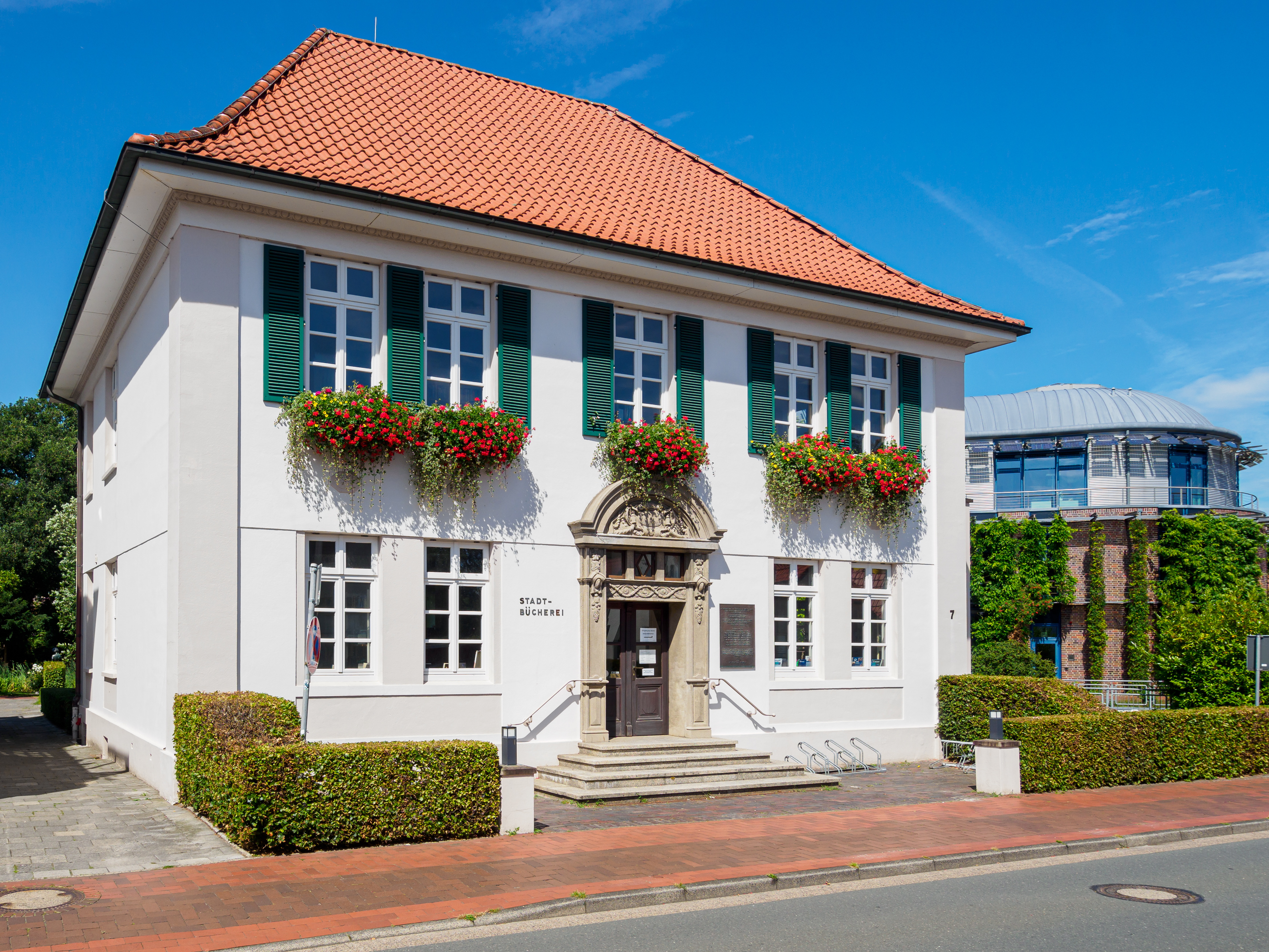
Wohnhaus der Familie Polak in Westerstede

1925 erwarb Polak das Zeugnis der Reife. In Heidelberg, München und Frankfurt studierte er Rechtswissenschaften. Das Studium schloss er mit der ersten juristischen Staatsprüfung ab. In Freiburg promovierte er, seine Doktorarbeit (Nov. 1933 veröffentlicht) hatte das Thema: „Studien zu einer existentialen Rechtslehre“. Das Rigorosum legte er am 12. Juli 1933 ab. Der Doktorgrad wurde ihm im November 1933 verliehen.
Das Referendariat und die zweite Staatsprüfung durfte er im Nationalsozialismus als Jude nicht mehr absolvieren.
Sofort nach der Verleihung des Doktorgrades emigrierte Karl Polak in die Sowjetunion. Dort verfasste er zahlreiche rechtstheoretische Schriften in russischer Sprache, nach dem deutschen Überfall ging er nach Taschkent. Seine Westersteder Familie war unterdessen nach Uruguay und Argentinien emigriert. 1946 übersiedelte Polak mit Ehefrau und Tochter in die sowjetische Besatzungszone, wurde SED-Mitglied und Leiter der Abteilung Justizfragen beim Parteivorstand. Ab 1946 arbeitete er am Entwurf für eine neue Verfassung, die zunächst gesamtdeutschen Charakter tragen sollte.
Als sich die Spaltung Deutschlands abzeichnete, war er maßgeblich als Mitglied des Deutschen Volksrates und des Verfassungsausschusses an der Ausarbeitung der DDR-Verfassung beteiligt. 1949 wurde er Professor an der Universität Leipzig für Staatslehre, Staats- und Völkerrecht. Polak nahm als Ghostwriter Walter Ulbrichts erheblichen Einfluss auf die für die dogmatische Entwicklung des DDR-Rechtes wichtige Babelsberger Konferenz der Deutschen Akademie für Staats- und Rechtswissenschaft von 1958.
1960, nach dem Tode des ersten Präsidenten der DDR, Wilhelm Pieck, war Polak eines der 20 Mitglieder des kollektiven Führungsorgans der DDR, des Staatsrats. 1961 wurde er zum ordentlichen Mitglied der Deutschen Akademie der Wissenschaften zu Berlin gewählt.

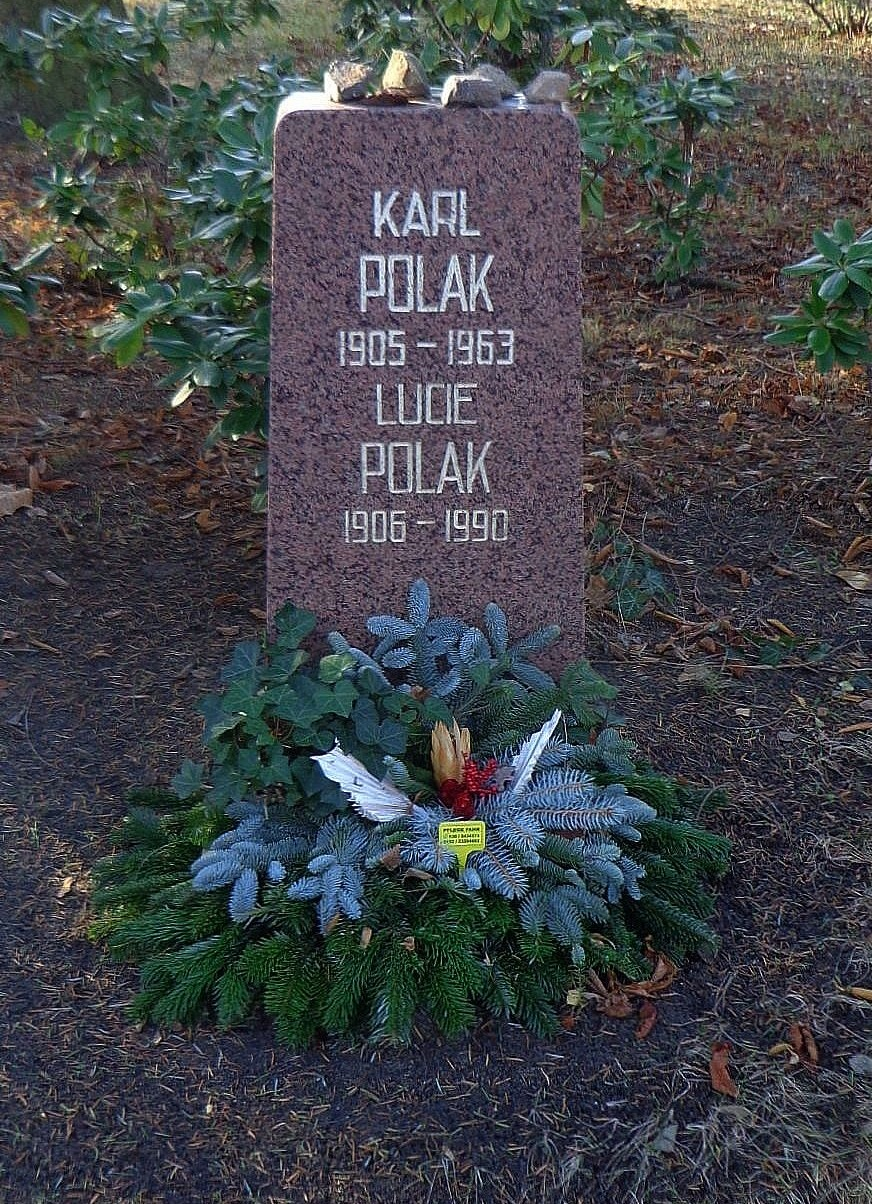
Grabstätte

1963 verstarb Polak in Ost-Berlin. Seine Urne wurde in der Grabanlage Pergolenweg auf dem Berliner Zentralfriedhof Friedrichsfelde beigesetzt.
Werner Vahlenkamp wertet in seinem Buch Die Geschichte der Westersteder Juden (S. 65) das Leben, das Schicksal und die politischen Auffassungen von Karl Polak als Dokumentation eines Stückes deutscher Geschichte in einem ganz besonderen Maß.
Er war mit Lucie Polak, geb. Bergmann (1906–1990), einer Sprachlehrerin verheiratet.

## Schriften
- Studien zu einer existenzialen Rechtslehre. Gatzer & Hahn, Schramberg 1933.
- Volk und Verfassung. Kongreß, Berlin um 1947.
- mit Otto Grotewohl: Marxismus und Staatslehre. Einheit, Berlin 1947.
- Justizerneuerung: Wege zu einer demokratischen Justiz. Dietz, Berlin 1948.
- Das Verfassungsproblem in der geschichtlichen Entwicklung Deutschlands. Kongreß, Berlin 1948. 2. Auflage 1950.
- Die Weimarer Verfassung. Ihre Errungenschaften und Mängel. Kongreß, Berlin 1948. 2. Auflage 1950; 3. Auflage 1952.
- Rede zur Deutschlandfrage, gehalten auf der Internationalen Juristenkonferenz zur Verteidigung der demokratischen Freiheit, Wien, 4. – 7. Jan. 1954. Aufbau, Berlin 1954.
- Die Souveränität der Deutschen Demokratischen Republik und die deutsche Staatsfrage. Urania, Leipzig 1954.
- Die Demokratie der Arbeiter- und Bauern-Macht. Kongress, Berlin 1957.
- (mit Walter Ulbricht) Beiträge zur Staatslehre. Deutscher Zentralverlag, Berlin 1959.
- Arthur Baumgarten. Akademie, Berlin 1959.
- Zur Dialektik in der Staatslehre. Akademie, Berlin 1959. 3. Auflage 1963.
- Gesellschaftliche Gesetzmäßigkeit und Völkerrechtswissenschaft. Akademie, Berlin 1962.
- Reden und Aufsätze. Staatsverlag der DDR, Berlin 1968.
- Staat, Demokratie, Leitung. Staatsverlag der DDR, Berlin 1985.